# Hwang Jin-hyok
Hwang Jin-hyok (* 28. November 1985) ist ein nordkoreanischer Fußballspieler.

## Karriere
Der Angreifer stand zweimal im Rahmen der Qualifikation zur Ostasienmeisterschaft im Aufgebot der nordkoreanischen Nationalmannschaft. Während er 2005 als Ersatzspieler ohne Einsatz blieb, kam er 2007 zu zwei Einsätzen gegen Macao und Hongkong.